# Five
Five (иногда 5ive) (с англ. — «пять», читается файв) — британская поп-группа (бойз-бэнд) конца 1990-х — начала 2000-х годов.

## Состав
- Джейсон «J» Браун (англ. Jason «J» Brown) — родился 13 июня 1976 года, Алдешот, Англия.
- Эбс (Эбз) Брин (англ. Abs (Abz) Breen) — родился 29 июня 1979 года, Энфилд/Лондон, Англия.
- Ричи Невилл (англ. Ritchie Neville) — родился 23 августа 1979 года, Солихулл/Бирмингем, Англия.
- Скотт Робинсон (англ. Scott Robinson) — родился 22 ноября 1979 года, Бэзилдон/Эссекс, Англия.
- Шон Конлон (англ. Sean Conlon) — родился 20 мая 1981 года, Лидс, Англия.

## История

### Создание
Группа 5ive появилась в начале 1997 года, когда отец и сын — Крис и Боб Херберты (авторы идеи создания Spice Girls) решили, что пришло время для создания мужской группы: «Собрав весь опыт, накопленный Spice Girls, мы намеревались создать не обычную бой-группу, а яркую, острую и индивидуальную». Они упорно работали, проведя более 3000 прослушиваний по всей Англии, пока не сделали свой окончательный выбор. «Мы поняли, что ребята имеют как музыкальные способности, так и являются личностями, которых мы так долго искали, как только увидели этих пятерых парней». Как и Spice Girls, 5ive переехали все вместе в дом в Кэмберли, графство Суррей, для начала совместных репетиций.

### Дебют
Дебютировала группа успешным синглом «Slam Dunk (Da Funk)». Успех продолжили песни «When The Lights Go Out», «Got The Feelin'», «Everybody Get Up» и «Until The Time Is Through».
Дебютный альбом «Five», выпущенный в июне 1998 года, закрепил за ними позицию популярнейшей мальчиковой группы в стране. Альбом показал, что группа может по праву называться продолжателем дела Take That. 
 В то время 5ive занимали промежуточное положение в мире рэп и данс-поп музыки.
Второй альбом «Invincible» вышел в 1999 году в Великобритании и в 2000 году в остальном мире. Группа считает этот альбом лучшим в своей карьере. «Invincible» стал дважды платиновым уже в августе 2000 г.
В середине 2000 группа совместно с Брайаном Мэем из Queen записали кавер на композицию «We Will Rock You». 
19 августа 2001 года группа дебютировала на высоком месте в чартах с новым синглом «Let’s Dance».

### Распад
27 сентября 2001 года из-за разногласий с лейблом и внутренних проблем группа объявила о своём распаде.

В прощальной речи участники группы заявили: «Мы достигли всего, развиваясь как группа в течение 3,5 лет, ну и также мы выросли как личности. Как группа, достигшая мирового уровня, мы хотим сказать, что стали старше во всем, а это время было для нас действительно тяжелым. Мы поняли, что достигли высшей точки, когда дальше уже не могли быть нечестными ни с нашими фэнами, ни друг с другом. Пора закончить это. Мы хотим выразить огромную благодарность всем нашим фэнам, которые были с нами до сегодняшнего дня. Мы будем скучать по всем вам».
Последними релизами 5ive стали двойной сингл «Closer To Me» и ремикс на «Rock The Party» с использованием семпла группы Grease.

### Воссоединение
27 сентября 2006 года, ровно через 5 лет после распада участники группы объявили о своем воссоединении. Началась активная работа над материалом. В совершенно новом стиле, непохожем на все предыдущее их творчество, были записаны такие песни как: 70 Days, Settle Down, Are You?, Taste It, It’s All Good, Not Coming Home. Во время написания альбома шли слухи о почти подписанном контракте с лейблом.

### Распад № 2
20 мая 2007 года, не продержавшись вместе и года, группа вновь распалась. Как заявили сами участники группы, причиной распада послужило то, что рекорд-компания хотела, чтобы они начали выступать со старым материалом, что не устраивало музыкантов, так как они не хотели возвращения к истокам, а хотели расти в профессиональном плане. В ночь с 19 на 20 мая 2007 года на официальном сайте группы появилось краткое заявление о распаде.

## Дискография
- Five (1998)
- Invincible (1999)
- Kingsize (2001)
- Time (2022)